# Hella (Island)
 For alternative betydninger, se Hella (flertydig). (Se også artikler, som begynder med Hella)
Hella er en by på det sydlige Island ved bredden af elven Ytri-Rangá, som i 2011 havde 781 indbyggere.
Grundlæggelsen af Hella startede i 1927, da Þorsteinn Björnsson oprettede en butik ved broen over Ytri-Rangá i landområdet Gaddstaðaflatir. Til minde om ham blev der rejst et mindesmærke ved fejringen af Hellas 50 års jubilæum i 1977.
Vulkanen Hekla ligger i nærheden, så det er muligt at tage på vandreture dertil samt udflugter til andre turistattraktioner som Landmannalaugar eller Þórsmörk.